# Johnny Maestro
Johnny Maestro (* 7. Mai 1939 in Franklin als John Peter Mastrangelo; † 24. März 2010 in Cape Coral) war ein US-amerikanischer Sänger.

## Leben
Johnny Maestro war in den 1950er-Jahren der Sänger der US-amerikanische Doo-Wop-Gesangsgruppe The Crests. Ab 1960 trat er als Solist auf und hatte zwei Hits in den oberen Rängen der US-Charts. Im Jahr 1968 gründete er die Band Brooklyn Bridge, mit der er den Song The Worst That Could Happend aufnahm. Im Dezember 1968 trat er mit diesem Song in der Ed Sullivan Show auf.
Johnny Maestro verstarb am 24. März 2010 im Alter von 70 Jahren an Krebs.

## Diskografie (Singles)
| Jahr | Titel Album     | Höchstplatzierung, Gesamtwochen, AuszeichnungChartsChartplatzierungen (Jahr, Titel, Album, Platzierungen, Wochen, Auszeichnungen, Anmerkungen) | Anmerkungen |
| Jahr | Titel Album     | US | Anmerkungen |
| ---- | --------------- | --- | ----------- |
| 1961 | Model Girl      | US20 (12 Wo.)US |             |
| 1961 | What A Surprise | US33 (9 Wo.)US |             |
| 1961 | Mr. Happiness   | US57 (5 Wo.)US |             |